# 1965 dans le catholicisme
Chronologie du catholicisme
- 1961
- 1962
- 1963
- 1964
- 1965
- 1966
- 1967
- 1968
- 1969

Cet article présente les faits marquants de l'année 1965 dans le catholicisme.

## Évènements
- 22 février : création de 27 cardinaux par Paul VI.
- 29 avril : publication de l'encyclique Mense Maio appelant les catholiques à prier pour la paix avec la Vierge Marie pendant le mois de mai.
- 3 septembre : publication de l'encyclique Mysterium fidei sur l'Eucharistie en tant mystère de la foi.
- 14 septembre : ouverture de la quatrième session du Concile Vatican II.
- 15 septembre : Paul VI institue le synode des évêques.
- 4 octobre : en voyage aux États-Unis (premier voyage d'un pape en Amérique), Paul VI s'adresse aux Nations unies à New York[1].
- 17 octobre : béatification de Jacques Berthieu.
- 5 décembre : béatification de Charbel Makhlouf.
- 7 décembre : céclaration commune du pape Paul VI et du Patriarche œcuménique Athénagoras Ier", exprimant leur décision d’annuler réciproquement les sentences d’excommunication de l’année 1054[2].
- 8 décembre : clôture définitive du concile.

## Naissances
- 4 janvier : Susitino Sionepoe, prélat français, évêque de Wallis-et-Futuna
- 7 janvier : José Manuel Imbamba, prélat angolais, archevêque de Saurimo
- 10 janvier : Prosper Bonaventure Ky, prélat burkinabé, évêque de Dédougou
- 13 janvier : Mark Spalding, prélat américain, évêque de Nashville
- 14 janvier : Andrzej Józwowicz, prélat polonais, diplomate du Saint-Siège et archevêque titulaire de Lauriacum (de)
- 15 janvier : Fabio Baggio, cardinal italien de la Curie
- 29 janvier : Francisco Escalante Molina, prélat vénézuélien, diplomate du Saint-Siège et archevêque titulaire de Gratiana (de)
- 31 janvier : Guido Marini, prélat italien, maître des célébrations liturgiques au Vatican puis évêque de Tortone
- 13 février : Willy Ngumbi Ngengele, prélat burundais, évêque de Goma
- 14 février : Donald DeGrood, prélat américain, évêque de Sioux Falls
- 27 mars : Simona Brambilla, religieuse italienne de la Curie, première femme préfète du Vatican
- 10 avril : Cyril Vasiľ, prélat gréco-catholique slovaque, archevêque-évêque de Košice
- 13 avril : Jean-Philippe Nault, prélat français, évêque de Nice
- 21 avril : Pierbattista Pizzaballa, cardinal italien, patriarche latin de Jérusalem
- 13 mai : François Touvet, prélat français, évêque coadjuteur de Fréjus-Toulon
- 4 août : Bartholomeus van Roijen, prélat canadien originaire des Pays-Bas, évêque de Corner Brook et du Labrador
- 7 août : Krzysztof Kościelniak, prêtre et historien polonais
- 20 août : Antoine Camilleri, prélat maltais, diplomate du Saint-Siège et archevêque titulaire de Skálholt (de)
- 24 août : Giacomo Morandi, prélat italien, archevêque-évêque de Reggio Emilia-Guastalla
- 25 août : Luís Miguel Muñoz Cárdaba (en), prélat espagnol, diplomate du Saint-Siège et archevêque titulaire de Nasai (de)
- 29 août : Andrew Nkea Fuanya, prélat camerounais, archevêque de Bamenda
- 2 septembre : Carlos Luis Suárez Codorniú, prêtre et enseignant espagnol, supérieur général de la congrégation des prêtres du Sacré-Cœur de Saint-Quentin
- 14 septembre : Xavier Malle, prélat français, évêque de Gap
- 16 septembre : Didier Noblot, prélat français, évêque de Saint-Flour
- 17 septembre : 
  - Laurent Birfuoré Dabiré, prélat burkinabé, évêque de Dori
  - Mauro Lalli (en), prélat italien, diplomate du Saint-Siège et archevêque titulaire de Pausulae (de)
- 27 octobre : Mauro Gambetti, cardinal italien de la Curie, précédemment évêque titulaire de Thisiduo (de)
- 1er novembre : Diego Ravelli, prélat italien, maître des cérémonies liturgiques pontificales
- 7 novembre : Thibault Verny, prélat français, archevêque de Chambéry, Maurienne et Tarentaise
- 10 novembre : Luigi Roberto Cona (en), prélat italien, diplomate du Saint-Siège et archevêque titulaire d'Oppidum Consilinum (de)
- 12 décembre : Scott McCaig, prélat canadien, évêque de l'ordinariat militaire du Canada
- 15 décembre : José Tolentino de Mendonça, cardinal portugais de la Curie, précédemment archevêque titulaire de Suava (de)

## Décès
- 17 janvier : Pierre Gerlier, cardinal français, archevêque de Lyon (° 14 janvier 1880)
- 1er février : Angelo Rotta, prélat italien de la Curie, Juste parmi les nations, diplomate du Saint-Siège et archevêque titulaire de Thèbes (de) (° 9 août 1872)
- 15 février : Anselme Massouémé, prêtre et haut-fonctionnaire congolais assassiné (° 1er janvier 1910)
- 11 mars : Clemente Micara, cardinal italien de la Curie, précédemment diplomate du Saint-Siège et archevêque titulaire d'Apamée-en-Syrie (de) (° 24 décembre 1879)
- 30 mars : Maurilio Fossati, cardinal italien, archevêque de Turin (° 24 mai 1876)
- 1er avril : Jean Plaquevent, prêtre, intellectuel catholique, éditeur et fondateur français d'institutions pour la jeunesse (° 30 août 1901)
- 9 avril : Albert Gregory Meyer, cardinal américain, archevêque de Chicago (° 9 mars 1903)
- 19 avril : Léon Gromier, prêtre et liturgiste français (° 20 mai 1879)
- 6 mai : Giulio Bevilacqua, cardinal italien, précédemment archevêque titulaire de Gaudiaba (de) (° 14 novembre 1881)
- 21 mai : Denis Buzy, prêtre, exégète, archéologue et missionnaire français (° 22 mars 1883)
- 19 juillet : Hermann Joseph Vell, prêtre rédemptoriste allemand, résistant au nazisme (° 17 novembre 1894)
- 23 août : Ottavio De Liva (en), prélat italien, diplomate du Saint-Siège et archevêque titulaire d'Héliopolis-en-Phénicie (de) (° 10 juin 1911)
- 25 août : Bienheureuse Maria Beltrame Quattrocchi, laïque italienne (° 24 juin 1884)
- 5 septembre : Henri Garnier, prêtre et missionnaire français en Chine (° 23 janvier 1883)
- 11 septembre : André Chagny, prêtre, historien, écrivain et archéologue français (° 21 juillet)
- 2 octobre : James Navagh, prélat américain, évêque de de Paterson (en), précédemment évêque titulaire d'Ombi (de) et évêque auxiliaire de Raleigh puis évêque d'Ogdensburg (° 4 avril 1901)